# Mario Miguel Mollari
Mario Miguel Mollari (* 1930 in Buenos Aires; † 30. Oktober 2010 ebenda) war ein argentinischer Maler und Muralist.

## Leben
Mollari war als Maler Autodidakt. Ab 1953 bereiste er Europa, Bolivien, Peru und das nördliche Argentinien, ab 1956 wurden seine Werke regelmäßig in Kunstausstellungen gezeigt.
Der sowohl in der nationalen als auch internationalen Kunstszene renommierte Mollari war gemeinsam mit Ricardo Carpani und Juan Manuel Sánchez Gründer der Gruppe Espartaco (auch Movimento Espartaco, deutsch Gruppe Spartakus), der er von 1959 bis 1968 angehörte. Mit Carpani und Sánchez hatte er bereits seit 1957 zusammengearbeitet und 1958 mit drei weiteren Künstlern das Manifiesto por un Arte Revolucionario en América Latina veröffentlicht. In dieser Zeit begann er auch mehrere Wandgemälde im Stil des Muralismo zu fertigen.
Neben verschiedenen anderen Auszeichnungen wurde er zu Lebzeiten mit dem Gran Premio de Honor Presidente de la Nación geehrt. Er starb am 30. Oktober 2010 im Alter von 80 Jahren.

## Weitere Auszeichnungen
- Cuarto Premio Salón Santa Fe, 1959
- Tercer Premio Salón Santa Fe
- Segundo Premio Salón Nacional, 1960
- Tercer premio Curuzú Cuatiá (Corrientes)
- Segundo Premio Salón Nacional (Malerei), 1961
- Gran Premio de Honor salón de Mar del Plata, 1967
- Primer Premio del LXXVII Salón Nacional de las Artes Plásticas, 1988
- Primer Premio Bienal de Arte Sacro (Malerei), 1994
- Gran Premio de Honor (Adquisición) Presidente de la Nación, 1998

## Werke
Wandmalerei im öffentlichen Raum

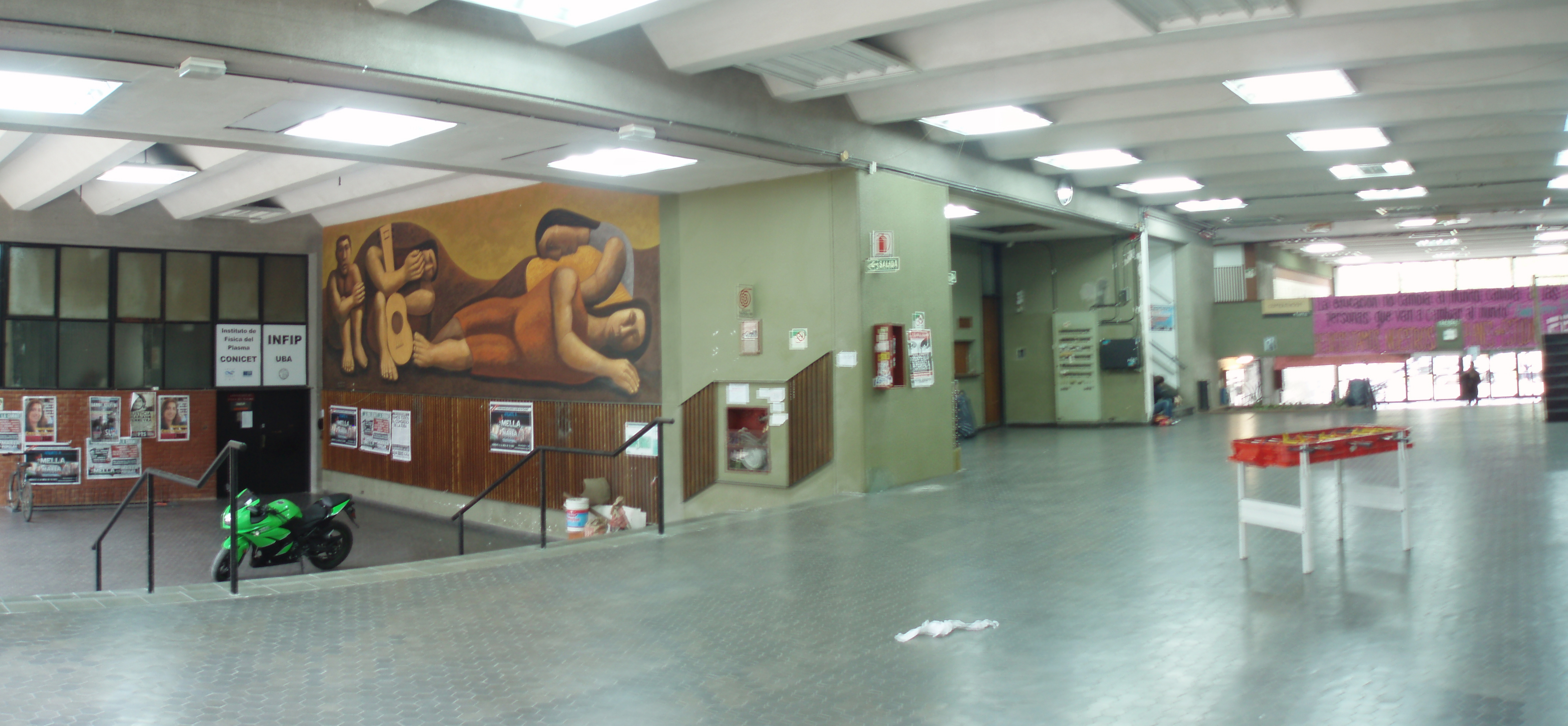
Eingangshalle der Facultad de Ciencias Exactas y Naturales, Buenos Aires

- Ciudad Universitaria Buenos Aires, Wissenschaftspavillon, Eingangshalle